# 微程序
微指令（英語：microcode），又稱微碼，是在CISC結構下，執行一些功能複雜的指令時，所分解一系列相對簡單的指令。相關的概念最早在1947年開始出現。
微指令的作用是將機器指令與相關的電路實作分離，這樣一來機器指令可以更自由的進行設計與修改，而不用考慮到實際的電路架構。與其他方式比較起來，使用微指令架構可以在降低電路複雜度的同時，建構出複雜的多步驟機器指令。撰寫微指令一般稱為微程式設計（microprogramming），而特定架構下的處理器實作中，微指令有時會稱為微程式（microprogram）。
現代的微指令通常由CPU工程师在设计阶段编写，並且儲存在唯讀記憶體（ROM, read-only-memory）或可程式邏輯陣列（PLA, programmable logic array）中。然而有些機器會將微指令儲存在靜態隨機存取記憶體（SRAM）或是快閃記憶體（flash memory）中。它通常对普通程序员甚至是組合語言程式設計師来说是不可见的，也是无法修改的。與機器指令不同的是，機器指令必須在一系列不同的處理器之間維持相容性，而微指令只設計成在特定的電路架構下執行，成為特定處理器設計的一部分。

## 微程序设计技术
微程序设计技术，指的是用软件技术来实现硬件设计的一种技术。